# اندیس سرب آخوری
سرب آخوری یک اندیس فلزی است که در  استان سمنان قرار دارد و مادهٔ معدنی موجود در آن، سرب است.  